# Precondición libre más débil
La Precondición libre más débil (en inglés, "weakest liberal precondition", wlp) es una extensión del concepto de la precondición más débil de E. W. Dijkstra para probar en programas de ordenador. 
Mientras wp garantiza que la terminación, wlp no lo hace.